# IC 3147/1
IC 3147/1 је спирална галаксија у сазвијежђу Дјевица која се налази на листи објеката дубоког неба у Индекс каталогу.
Деклинација објекта је + 12° 1' 0" а ректасцензија 12h 19m 17,1s. Привидна величина (магнитуда) објекта IC 3147 износи 15,5 а фотографска магнитуда 16,3. IC 31471 је још познат и под ознакама MCG 2-31-91, CGCG 70-7, VCC 337, NPM1G +12.0311, PGC 39644.